# 伟大的于格
伟大的于格（法語：Hugues le Grand；898年—956年6月16日），也译作大于格，是西法兰克王国的贵族和权臣，任法兰克公爵、巴黎伯爵，历仕加洛林王朝三代国王，为卡佩王朝的建立奠定基础。

## 生平
伟大的于格是西法兰克国王罗贝尔一世之子，其母为韦尔芒杜瓦伯爵赫伯特一世的女兒贝亞特丽丝。他生于法兰西岛的巴黎。他的长子是后来成为法国卡佩王朝首位国王的于格·卡佩。 他的家族被称为羅貝爾家族。
922年西法兰克的贵族们发动叛乱，赶走了加洛林王朝的查理三世，他们推举于格的父亲罗贝尔为王，是为罗贝尔一世。罗贝尔一世在923年的苏瓦松战役阵亡，贵族原本想推举于格继承王位，但于格拒绝了，王位转到于格的姐夫拉乌尔一世手中。被废黜的查理三世原本想寻求侄儿、韦尔芒杜瓦伯爵埃贝尔二世的帮助恢复王位，却被埃贝尔二世囚禁。 埃贝尔二世想利用手上这颗砝码（废王查理）与西法兰克贵族讨价还价以实现自己的野心，他一直威胁要释放查理直到查理于929年去世。于是埃贝尔二世与拉乌尔一世及伟大的于格交恶。最后拉乌尔一世与埃贝尔二世于935年和解。
到936年，拉乌尔一世驾崩时，伟大的于格已经占有塞纳河到卢瓦尔河之间几乎所有地区，相当于古代的纽斯特里亚，只有安茹和911年割让给诺曼人的地区除外。于格在936年力主把先王查理三世之子路易从英格兰接回西法兰克继位，是为路易四世。937年于格娶东法兰克国王捕鸟者亨利之女萨克森的哈德维希，很快就与新王路易四世交恶了。
938年，路易四世开始攻击罗贝尔家族控制的要塞和领地、以及一些由韦尔芒杜瓦伯爵埃贝尔二世控制的领地。939年，路易四世向伟大的于格和诺曼底公爵吉约姆一世进攻，之后双方签订了持续到当年6月的休战协定。同年于格与韦尔芒杜瓦伯爵埃贝尔二世、弗兰德伯爵阿努尔夫一世及诺曼底公爵吉约姆一世一起拜见了神圣罗马皇帝奥托大帝，支持奥托对抗路易四世。945年，路易四世被诺曼人俘虏了，作为交换，他被交给于格，路易四世的军队则释放了年轻的诺曼底公爵理查一世。946年于格释放了路易四世，条件是路易必须交出拉昂要塞。948年，在萊茵河畔因格爾海姆召开了宗教会议，会上的两位德国主教对伟大的于格处以绝罚，并恢复了兰斯大主教阿塔爾德的职位。于格的回应是进攻苏瓦松和兰斯，不过在特里尔举行的另一次宗教会议重申了对他的绝罚令。于格最终妥协，与路易四世、教会及姐夫奥托大帝讲和。
路易四世驾崩后，在太后格波加得干预下，于格成为首批向新王洛泰尔宣誓效忠的臣子，并完成了新王的加冕。作为回报，新王承认于格对勃艮第和阿基坦的领有。同年（955年），勃艮第公爵吉赛尔伯特自称是于格的封臣，并把他的女儿嫁给于格的儿子奥托－亨利。956年6月16日伟大的于格逝于杜尔当。

## 家庭
伟大的于格于922年第一次结婚，新娘是尤迪特——曼恩伯爵罗格与夫人罗蒂尔德之女。尤迪特于925年逝世，未生育。
于格的第二任妻子是埃德希尔德，英格兰国王长者爱德华之女，光荣者艾塞斯坦之妹。他们于926年结婚，而埃德希尔德于938年逝世，未生育。
于格的第三任妻子是薩克森的哈德維希，德意志国王捕鸟者亨利与王后玛蒂尔达之女，他们有五个孩子：
- 长女貝亞特麗絲，嫁上洛林公爵腓特烈一世。
- 长子于格·卡佩，法国卡佩王朝开创者。[17]
- 次女艾玛（约943年－968年以后）。[17]
- 奧東，勃艮第公爵，生于945年。[18][16]
- 奥托－亨利，勃艮第公爵。[16]